# Euxoa monticola
Euxoa monticola là một loài bướm đêm trong họ Noctuidae.